# Chorizopella tragardhi
Chorizopella tragardhi là một loài nhện trong họ Theridiidae. Chúng thuộc chi đơn loài Chorizopella và được George Newbold Lawrence miêu tả năm 1947.